# 정순혜비 곽씨
정순혜비 곽씨(靖順惠妃 郭氏, ? ~ 1491년 10월 13일)는 명 제국 군주 헌종 성화제 주견심의 측실(側室)이다.

## 가족 관계
그녀는 헌종 성화제(憲宗 成化帝, 1447.12.09.~1487.09.09.)와 사이에서 1녀(딸 1명)를 두었다.